# Уни (буква)
Уни (უ, груз. უნი) — двадцатая буква современного грузинского алфавита и двадцать третья буква классического грузинского алфавита.

## Использование
В грузинском языке обозначает звук [ʊ]. Числовое значение в изопсефии — 400 (четыреста), как и у буквы виэ (ჳ).
Также используется в грузинском варианте лазского алфавита, используемом в Грузии. В латинице, используемой в Турции, ей соответствует u.
Ранее использовалась в абхазском (1937—1954) и осетинском (1938—1954) алфавитах на основе грузинского письма, после их перевода на кириллицу в обоих случаях была заменена на у.
Во всех системах романизации грузинского письма передаётся как u. В грузинском шрифте Брайля букве соответствует символ ⠥ (U+2825).

## Написание
| Асомтаврули | Нусхури | Мхедрули |
| ----------- | ------- | -------- |
|             |         |          |

## Кодировка
Уни асомтаврули и уни мхедрули включены в стандарт Юникод начиная с самой первой его версии (1.0.0) в блоке «Грузинское письмо» (англ. Georgian) под шестнадцатеричными кодами U+10B3 и U+10E3 соответственно.
Уни нусхури была добавлена в Юникод в версии 4.1 в блок «Дополнение к грузинскому письму» (англ. Georgian Supplement) под шестнадцатеричным кодом U+2D13; до этого она была унифицирована с уни мхедрули.
Уни мтаврули была включена в Юникод в версии 11.0 в блок «Расширенное грузинское письмо» (англ. Georgian Extended) под шестнадцатеричным кодом U+1CA3.